# 挪威移民理論

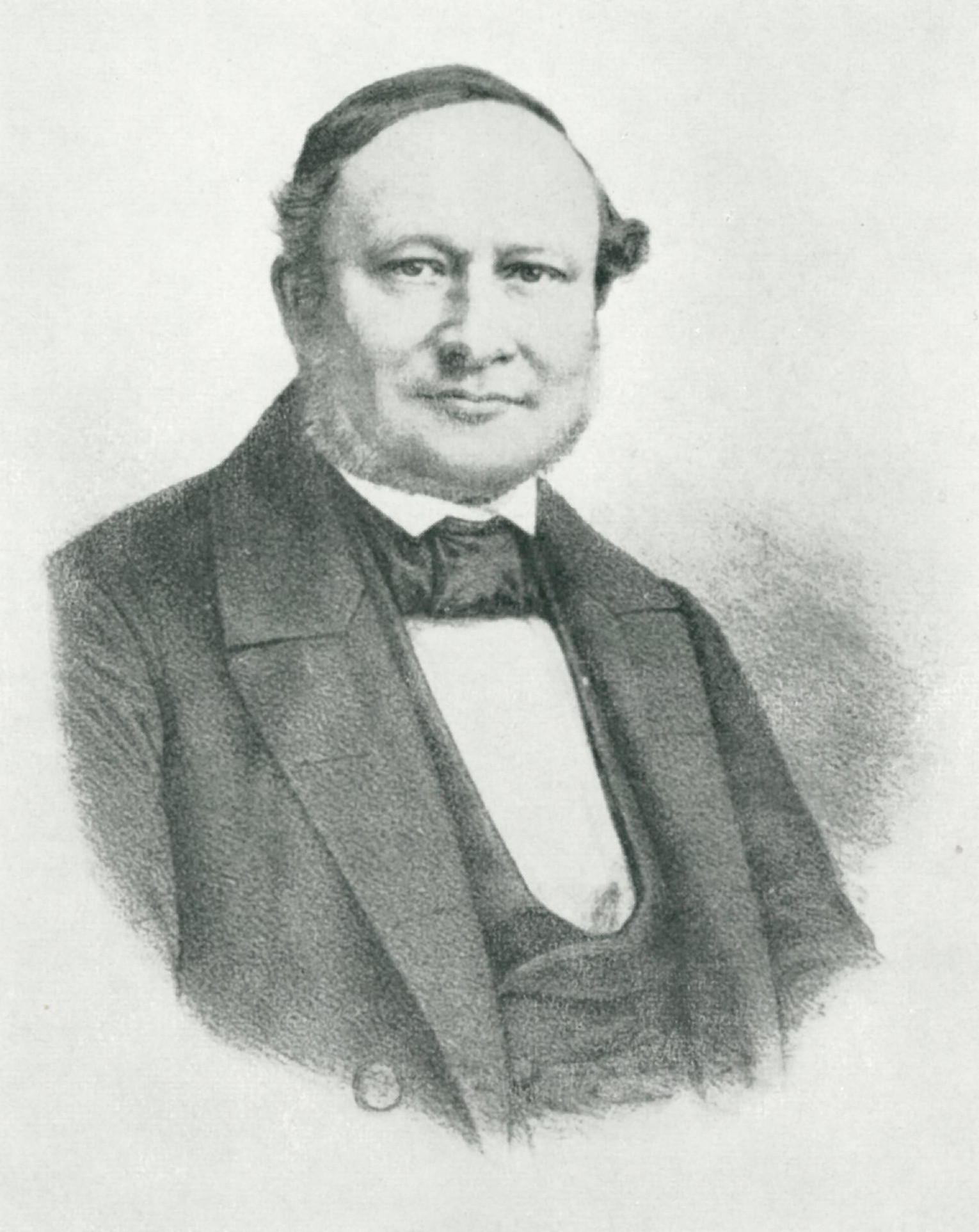
魯道夫·凱澤

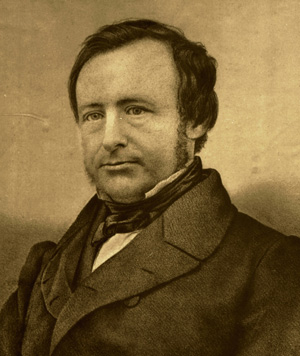
彼得·安德烈·蒙克

挪威移民理論（挪威語：innvandringsteorien）係關於挪威人起源的理論，主要由挪威歷史學者魯道夫·凱澤提出，後被彼得·安德烈·蒙克推廣。

## 理論
魯道夫·凱澤於1825－1827年間在冰島求學，並於1828年出任克里斯蒂安尼亞（今奧斯陸）的皇家腓特烈大學（今奧斯陸大學）講師。同年，凱澤開始研究挪威移民理論，並舉辦相關講座。該理論受到歷史學家格哈德·舍寧啟發，他於1769年發表《關於挪威人和其他北歐民族起源》論文（Afhandling om de Norskes og endeel andre Nordiske Folkes Oprindelse），並於1839年以《挪威人的起源和家系》（》的名義出版。簡而言之，理論指出挪威和瑞典北部的居民來自北方的原住民；丹麥和瑞典南部（約塔蘭以南）的居民則來自南方。換言之，挪威人主要受到「諾斯人」影響，而丹麥和瑞典部分地區則受到「哥德人」和文化影響。凱澤認為諾斯人也曾向南漂移至丹麥地區，並與當地的哥德人融合。
為完善挪威移民理論，凱澤以一系列文學研究講座補充其論點，並在其去世後以《中世紀北歐科學和文學》（Nordmændenes Videnskabelighed og Literatur i Middelalderen）之名印刷出版。其中，他認為諾斯文學屬挪威文化，非整著北歐文化。諾斯人和哥德人皆屬日耳曼人，自烏拉和窩瓦河地區的某處遷移至斯堪地那維亞地區。
凱澤的學生彼得·安德烈·蒙克亦是該理論的支持者，他表示哥德人也居住於南挪威的部分地區。以語言特徵而言，他舉例哥德和諾斯兩群體對自由和等級有相異的用法。

## 反應
挪威移民理論受到諸多歷史學家反對，且在拒絕任何形式的挪威民族主義歷史學家間尤為嚴重。丹麥歷史學家克里斯蒂安·莫爾貝克將凱澤和蒙克的觀點稱為「挪威歷史學派」。

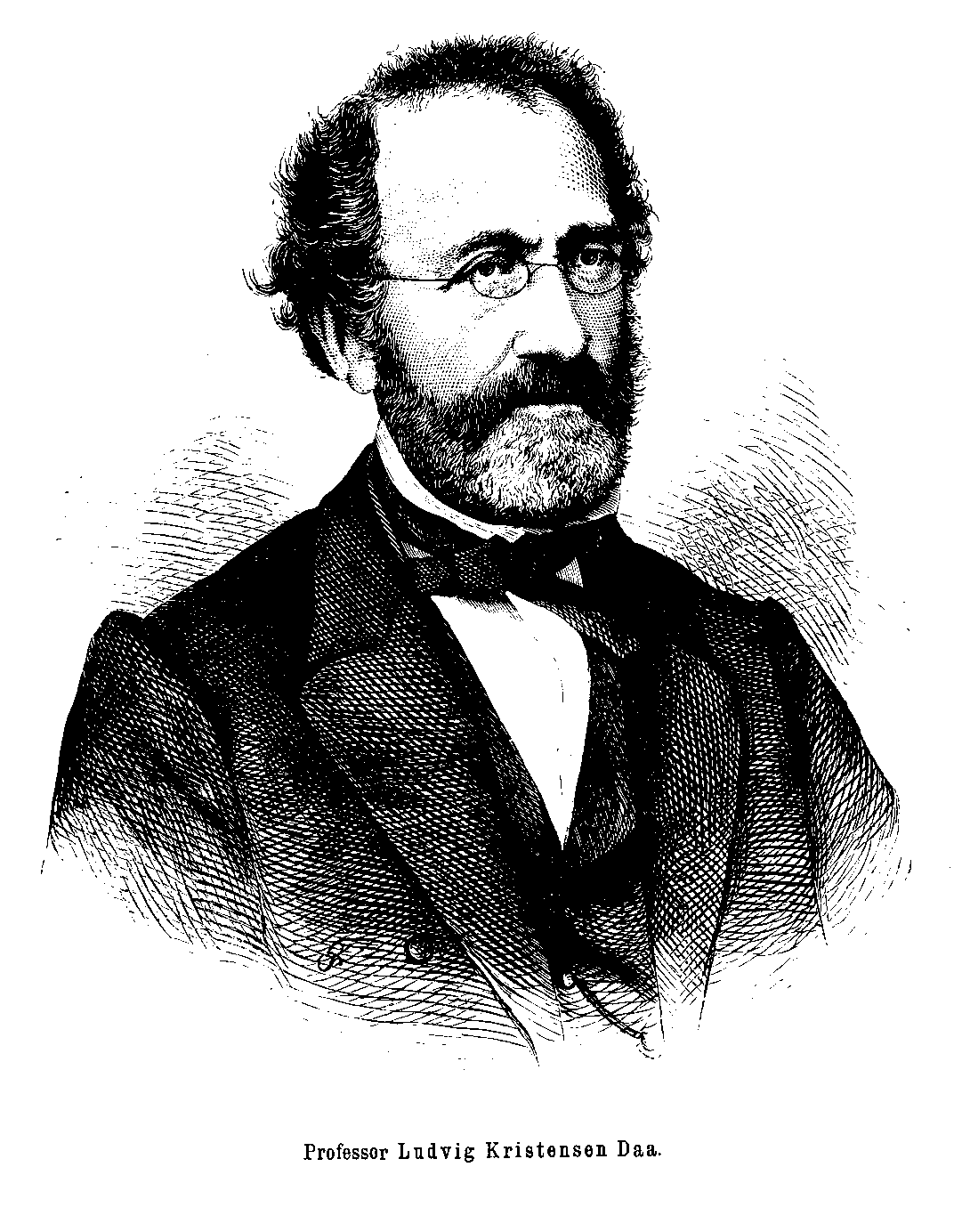
路德維格·克里斯滕森·達

該理論亦受到挪威歷史學家的譴責。路德維格·克里斯滕森·達於1868年一次斯堪地那維亞會議上透過演說批判該理論，該場演講也被稱為「（挪威）移民理論的墓前演講」，他並於次年發表演說講稿《德國人是由北方還是南方移往斯堪地那維亞半島？》。